# Новокалитвенское сельское поселение
Новокалитвенское сельское поселение — муниципальное образование в Россошанском районе Воронежской области.
Административный центр — село Новая Калитва.

## Административное деление
В состав поселения входят 8 населенных пунктов:
- село Новая Калитва
- хутор Голубая Криница
- село Ивановка
- хутор Лещенково
- хутор Новая Мельница
- хутор Подорожный
- село Стеценково
- село Цапково